# Veronica Hamel
Veronica Hamel (Filadelfia, 20 novembre 1943) è un'attrice, produttrice cinematografica e modella statunitense nota per aver interpretato l'avvocato Joyce Davenport nella serie televisiva Hill Street giorno e notte, trasmessa dal 1981 al 1987.

## Biografia
Dopo essersi laureata presso la Temple University, ha iniziato a lavorare come segretaria in un'azienda che produceva teli per assi da stiro. Ha cominciato la sua carriera come indossatrice, lanciata da Eileen Ford.
La Hamel è apparsa proprio come modella nel suo primo ruolo cinematografico nel film Una squillo per l'ispettore Klute di Alan J. Pakula (1971), raggiungendo il successo negli anni ottanta con la serie TV Hill Street giorno e notte nei panni dell'avvocato Joyce Davenport.
Dal 1971 al 1981 fu sposata con l'attore britannico Michael Irving.

## Filmografia

### Cinema
- Una squillo per l'ispettore Klute (Klute), regia di Alan J. Pakula (1971)
- Apple Pie, regia di Howard Goldberg (1975)
- Cannonball, regia di Paul Bartel (1976)
- L'inferno sommerso (Beyond the Poseidon Adventure), regia di Irwin Allen (1979)
- Ormai non c'è più scampo (When Time Ran Out...), regia di James Goldstone (1980)
- Cambiar vita (A New Life), regia di Alan Alda (1988)[1]
- Filofax - Un'agenda che vale un tesoro (Taking Care of Business), regia di Arthur Hiller (1990)
- The Last Leprechaun, regia di David Lister (1998)
- Determination of Death, regia di Michael Miller (2001)

### Televisione
- Kojak - serie TV, episodio 3x14 (1975)
- Joe Forrester - serie TV, episodio 1x12 (1975)
- The Bob Newhart Show - serie TV, episodio 4x24 (1976)
- Switch - serie TV, episodio 1x23 (1976)
- La città degli angeli (City of Angels) - serie TV, episodio 1x10 (1976)
- Agenzia Rockford (The Rockford Files) - serie TV, episodi 2x22-3x09 (1976)
- In casa Lawrence (Family) - serie TV, episodio 3x04 (1977)
- 79 Park Avenue - miniserie TV, episodi 1x02-1x03 (1977)
- L'albero di Natale è sempre verde (The Gathering), regia di Randal Kleiser - film TV (1977)
- Starsky & Hutch (Starsky and Hutch) - serie TV, episodi 2x09 (2x12 nella serie trasmessa in Italia) -3x19 (1976-1978)
- Lo sky-lift della morte (Ski Lift to Death), regia di William Wiard - film TV (1978)
- The Eddie Capra Mysteries - serie TV, episodio 1x07 (1978)
- Dallas - serie TV, episodio 2x20 (1979)
- The Gathering, Part II, regia di Charles S. Dubin - film TV (1979)
- Eischied - serie TV, episodio 1x12 (1980)
- The Hustler of Muscle Beach, regia di Jonathan Kaplan - film TV (1980)
- La valle delle bambole (Jacqueline Susann's Valley of the Dolls) - miniserie TV, episodi 1x01-1x02 (1981)
- Sessions, regia di Richard Pearce - film TV (1983)
- Caino e Abele (Kane & Abel) - miniserie TV, episodi 1x01-1x02 (1985)
- Hill Street giorno e notte (Hill Street Blues) - serie TV, 144 episodi (1981-1987)
- Pursuit - miniserie TV, episodio 1x02 (1989)
- Capo d'accusa: stupro (She Said No), regia di John Patterson - film TV (1990)
- Ad ogni costo (Stop at Nothing), regia di Chris Thomson - film TV (1991)
- Piccole vittime (Deadly Medicine), regia di Richard A. Colla - film TV (1991)
- Crimine d'amore (Baby Snatcher), regia di Joyce Chopra - film TV (1992)
- La scomparsa di Nora - Identità scomparsa (The Disappearance of Nora), regia di Joyce Chopra - film TV (1993)
- Philly - serie TV, 5 episodi (2001-2002)
- Squadra emergenza (Third Watch) - serie TV, 3 episodi (2002-2003)
- Lost - serie TV, 3 episodi (2004-2010)